# Список французьких художників
Алфавітний список французьких художників. 

## А
- Жан Аві (народився 1959)
- Шарль Едуард Арман-Дюмареск[ru] (1826-1895)

## Б
- Жорж Барб'є (1882-1932)
- Жан-Луї Безард[fr] (1799-1881)
- Меррі-Жозеф Блондель[ru] (1781-1852)
- Поль-Еміль Бутіньї[ru] (1853-1929)

## В
- П'єр Антуан Огюст Ваффлард[fr] (1777-1837)
- Жозеф-Марі В'єн[ru] (1716-1809)
- Еміль Вернон[fr] (1872-1919)
- Жан Жорж Вібер[ru] (1840-1902)

## Г
- Гійом Гійон-Летьєр (1760-1832)
- Беніньє Гагнеро[fr] (1756-1795) (Bénigne Gagneraux (1756-1795) - catalogue, [],[])

## Ґ
- Ніколас Ґоссе[fr] (1787-1878)

## Д
- Едвард Дебат-Понсан (1847-1913)
- Вірджинія Демон-Бретон (1859-1935)
- Габріель-Франсуа Дуаєн[ru] (1726-1806)
- Гюстав Дуаєн[fr] (1836-1923)

## Ж
- Етьєн Жора[fr] (1699-1789)
- Ніколя Анрі Жора де Бертрі[fr] (1728-1796)

## К
- Жозеф-Дезіре Кур (1797-1865)  (також Джозеф-Дезіре Кур)
- Каролюс-Дюран (1837-1917)

## Л
- Шарль Лепентр (1735-1803)
- Жюль Жозеф Лефевр (1834-1912)
- Жан-Поль Лоран (1838-1921)

## М
- Поль Мерварт (1855-1902)
- Гуго Мерле[fr] (1822-1881)
- Жан-Луї-Ернест Мейссоньє (1815-1891) (bigenc.ru [Архівовано 13 листопада 2020 у Wayback Machine.], ЭСБЕ/Мейссонье [Архівовано 5 серпня 2017 у Wayback Machine.] [])
- Франсуа-Гійом Менайот[fr] (1744-1816)
- Олів'є Мерсон (1846-1920)
- Берта Морізо (1841-1895)

## Р
- Ліонель-Ноель Роєр[en] (1852-1926) , також Ліонель-Ноель Руає (рос. Руайе)

## С
- Фредерік Сулакруа[fr] (1858-1933) / (Frédéric Soulacroix. The Cavalier's Kiss [Архівовано 18 березня 2022 у Wayback Machine.])

## Х
- Ходасевич-Леже Надія (1904–1983)

## Ш
- Поль Шабас (1869–1937)
- Жак Шарль (1813–1894)
- Теобальд Шартран (1849–1907)